# عقيل (صنعاء القديمة)

تعديل مصدري - تعديل

حارة عقيل هي إحدى حارات مدينة صنعاء القديمة، بلغ تعداد سكانها 443 نسمة حسب تعداد اليمن لعام 2004.